# SugarCRM
SugarCRM — коммерческая CRM-система с открытыми исходными кодами, разработанная и распространяемая одноименной компанией. Система устанавливается на сервере. Доступ к системе осуществляется через веб-браузер или любое мобильное устройство с поддержкой просмотра веб-страниц. Коммерческая версия системы продается компанией как веб-сервис.

## Функциональные возможности
SugarCRM предоставляет подавляющее большинство функциональных возможностей CRM систем.
- Мероприятия (активности)
  - Звонки
  - Встречи
  - Задачи
  - Заметки
- Список сотрудников компании
- Общий календарь
- Контакты
- Контрагенты
- Предварительные контакты
- Адресаты (холодные контакты)
- Сделки (потенциальные заказы и счета)
- Обращения (описание важных ситуаций)
- Bug Tracker (слежение за ошибками)
- Репозиторий документов
- Работа с электронной почтой
- Маркетинговые кампании (включая модуль e-mail-рассылок)
- Управление проектами
- Планировщик заданий

В Sugar Professional, Sugar Corporate, Sugar Enterprise, Sugar Ultimate версиях есть дополнительные модули, существенным образом расширяющие возможности системы. Функции базовых модулей в этих версиях, также, расширены. Ключевые отличия коммерческих версий от Community версии заключаются в наличии:
- поддержки бизнес-процессов
- возможности объединять пользователей в рабочие группы
- возможности разделять права пользователей на уровне полей (Community версия позволяет иметь разграничения только на уровне модулей)
- дополнительных тем оформления

Базовый язык продукта: английский. За счет возможности загрузки локализаций в систему, Sugar поддерживает и все прочие основные языки: русский, немецкий, французский, итальянский, китайский и другие. К специфическим свойствам продукта относится возможность настройки рабочего языка для каждого пользователя системы в отдельности.

## Особенности
SugarCRM — CRM с открытым кодом (на языке PHP), которая может быть подстроена для нужд конкретной организации. Доступны как платные, так и бесплатная версии системы (режим free-trial на 7 дней, дальше необходимо покупать платную версию). Sugar CRM может быть развернута на большинстве *nix систем (Linux, FreeBSD, Solaris и других), а также на Microsoft Windows. Типовая конфигурация SugarCRM подразумевает использование в качестве СУБД MySQL или Microsoft SQL Server Compact Edition, однако коммерческие версии могут использовать уже Microsoft SQL Server 2008 и Oracle. В качестве http-сервера может быть использован Apache или MS IIS для случая размещения системы на Windows-платформе.
За счет использования веб-технологий, пользователи системы могут на рабочих местах использовать большинство распространённых операционных систем. SugarCRM — поддерживает работу с Internet Explorer, Google Chrome, Firefox, Opera, Safari.
За счет возможности ведения разработки кода непосредственно на PHP, оказывается возможным производить тонкую настройку системы под нужды организации. В комплект поставки системы входит модуль для визуальной разработки (Studio). С его помощью неподготовленный пользователь может создавать новые и вносить изменения в старые модули.

### Облачные вычисления
SugarCRM работает на многих платформах для облачных вычислений, включая Amazon EC2, Microsoft Azure, Sugar On-Demand и прочими.

### Интеграция
Важным качеством любой учетной системы является возможность реализовать её интеграцию с программным обеспечением работающим со смежными задачами. Для SugarCRM за счет прямого доступа к базе данных или разработке пользовательского кода на PHP может быть создана схема интеграции практически любой сложности. Компания SugarCRM предлагает своим пользователям уже готовые решения для интеграции с Microsoft Word, Microsoft Outlook, Microsoft Excel и Lotus Notes.
Другой базовой возможностью продукта является функция создания специальных веб-форм. Встроенные на страницах сайтов веб-формы, позволяют решить задачу регистрации контактов, каких-либо заявок и обращений.
Еще одной важной особенностью CRM системы является наличие модулей для интеграции с офисными АТС, в том числе и для компьютерной телефонии на базе Asterisk

## О компании

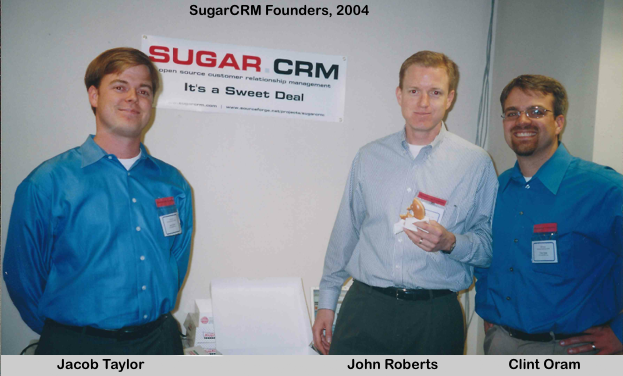
Слева направо: Якоб Тейлор, Джон Робертс и Клинт Орам в 2004

В апреле 2004 года три сотрудника — Джон Робертс, Клинт Орам и Джейкоб Тейлор — уволились, чтобы начать собственный бизнес, а уже 2 августа вышел первый публичный релиз — версия 1.1.
В настоящее время компания стабильно работает, получая доход за счет подписки на услуги. Подобным образом обстоят дела у конкурента Compiere, который также полагается на дополнительные услуги в качестве источника денежных средств для разработки своих систем ERP и CRM, но не за счет продажи прав на использование продукта.
По данным самой компании, SugarCRM является ведущим в мире поставщиком систем с открытым исходным кодом для управления взаимоотношениями с клиентами (CRM). В 2011 году по всему миру насчитывалось более 7000 компаний использующих в своей работе SugarCRM. В свою очередь, в этих компаниях систему использует более 500 тыс. пользователей.
С 7 ноября 2006 года SugarCRM доступен и на русском языке.
В 2008 году индийская компания сделала ответвление VTiger CRM.
Начиная с версии 6.6 разработчики фактически прекратили развитие бесплатной версии системы (в версиях SugarCRM Community Edition 6.5.х в основном исправляются найденные ошибки), после 15 июля 2017 года поддержка бесплатной версии была полностью прекращена. Начиная с 7 версии разработчиками была заявлена поддержка лишь коммерческих версии системы. Для дальнейшего развития функционала бесплатной версии в августе 2013 года компанией SalesAgility было объявлено о создании очередной ветки проекта, основанной на исходном коде SugarCRM CE 6.5.x .

## Лицензирование
В связи с наличием коммерческих и бесплатных версий, а также в связи с распространением SugarCRM с открытым исходным кодом, подходы к лицензированию SugarCRM неоднократно менялись. С 11 апреля 2010 года, SugarCRM объявил, что начиная с версии 6.0.0, SugarCRM будет распространяться под лицензией GNU Affero General Public License версии 3. Модуль Charts (диаграммы), клиентский портал, поддержка мобильных устройств, некоторые функции SOAP и большинство шаблонов тем были удалены из Sugar Community Edition 6.